# Бежица (футбольный клуб)
«Бежица» — советский и российский футбольный клуб из Брянска. Основан в 1912 году.

## Названия
- 1936—1939 — «Дзержинец» (Орджоникидзеград);
- 1946—1951 — «Дзержинец» (Бежица);
- 1952—1956 — «Авангард-БПЗ» (Бежица);
- 1956—1957 — «Авангард-БМЗ»;
- 1958—1961 — «Труд-БМЗ»;
- 1963—1994 — «Десна»;
- с 1995 — «Бежица».

## Достижения
- В первенстве СССР — 15-е место в зональном турнире класса «Б» (Д3): 1968, 1969

## Результаты выступлений

### В чемпионате СССР
| Сезон | Лига                                           | Место    | И  | В  | Н  | П  | Мячи  |
| ----- | ---------------------------------------------- | -------- | -- | -- | -- | -- | ----- |
| 1968  | Чемпионат СССР, Класс «Б» (Д3), 2-я зона РСФСР | 15 из 20 | 38 | 15 | 3  | 20 | 33-44 |
| 1969  | Чемпионат СССР, Класс «Б» (Д3), 1-я зона РСФСР | 15 из 17 | 32 | 7  | 10 | 15 | 19-40 |
| 1970  | Чемпионат СССР, Класс «Б» (Д4), 1-я зона РСФСР | 14 из 17 | 32 | 10 | 6  | 16 | 26-43 |

### В Кубке СССР
| Сезон | Результат             |
| ----- | --------------------- |
| 1936  | 1/64 финала           |
| 1937  | 1/32 финала           |
| 1938  | III зона — 1/2 финала |